# Estação de Saint-Denis
Estação de Saint-Denis, às vezes chamada de Saint-Denis-Voyageurs, é uma estação ferroviária francesa nas linhas de Paris-Nord a Lille e de Saint-Denis a Dieppe. Situa-se a oeste da comuna de Saint-Denis, no departamento de Seine-Saint-Denis, na região de Île-de-France, ao norte da parte do território comunal entre o Sena e o Canal Saint -Denis, ao nível da penúltima eclusa deste último antes do rio. O prédio de passageiros tem vista para a Place des Victimes du 17-Octobre-1961, denominação desde março de 2007 da antiga Place de la Gare. Uma ponte que faz parte da rue du Port, bem como uma passarela para pedestres sobre o canal, permitem passar em direção ao centro da cidade.
É uma das três estações, junto com as de Stade de France - Saint-Denis (na linha D do RER) e La Plaine - Stade de France (na linha B do RER), que servem a cidade, mais particularmente o centro da cidade, bem como a cidade vizinha de L'Île-Saint-Denis (localizada a oeste).
Ela foi objeto de estudos em 2006, no âmbito da Comitê do Pólo do Plano de deslocamentos urbanos (PDU), de forma a torná-la mais funcional, mais confortável e permitir acomodar os fluxos induzidos pelo expansão da linha de tramway T1 para o oeste, pela rue du Port, e pela criação da linha de tramway T8, que estão em correspondência com a estação. Subdimensionada, ela é objeto de novos estudos em 2017, a fim de aumentar suas capacidades de intercâmbio e torná-la acessível

## Situação ferroviária
Estabelecida a 37 metros, a estação de bifurcação de Saint-Denis está situada no ponto quilométrico (PK) 6,131 da linha de Paris-Nord a Lille, entre as estações de Stade-de-France-Saint-Denis e de Pierrefitte - Stains. É também a origem, neste mesmo PK, da linha de Saint-Denis a Dieppe, antes da estação de Épinay - Villetaneuse.

## História
Em 12 de fevereiro de 1844, o conselho municipal foi informado pelo prefeito que a " Compagnie du chemin de fer de Paris en Belgique (par Pontoise) " tinha a intenção de estabelecer uma estação em Saint-Denis no local denominado " a maison-de-Seine " (localização atual da estação). Após deliberação, considerando que o local foi mal escolhido, o conselho manifestou o desejo de que fosse melhor instalá-lo na Place aux Gueldres (hoje Place de la Résistance-et-de-la-Déportation).

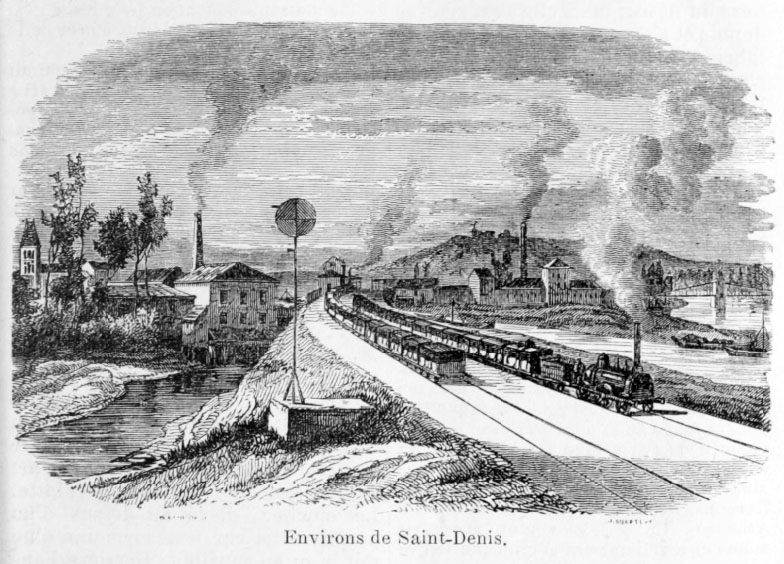
Desenho gravado de 1856

A estação de Saint-Denis foi oficialmente inaugurada em 21 de junho de 1846 pela Compagnie des chemin de fer du Nord, quando abriu a linha de Paris-Nord a Lille para operação, que seguiu para Ermont e depois para Saint-Ouen-l'Aumône, antes de se ramificar para Creil seguindo o vale do Oise.
Durante a revolta do povo de Paris durante os dias de junho (em 1848), a estação de Saint-Denis das ferrovias do Norte foi incendiada logo depois que o cais do Norte em Paris foi totalmente arrasado.

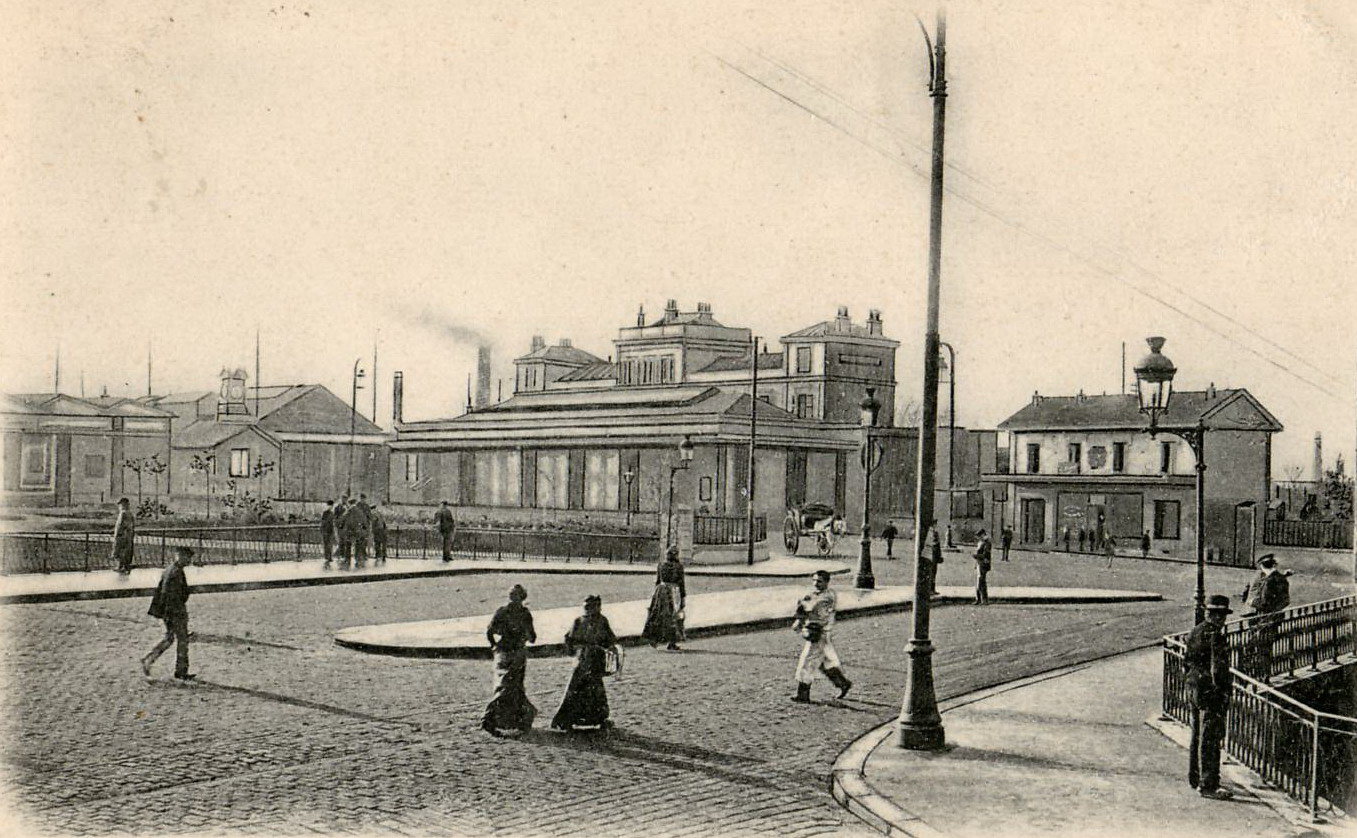
A estação no início do

A linha mais direta de Saint-Denis – Creil via Survilliers foi inaugurada em 1859 após seis anos de estudos.
Uma curta ligação em declive e curva acentuada ligava a estação de Saint-Denis à plataforma do canal abaixo, para o serviço de mercadorias deste último. A localização desta ligação, no extremo oeste da estação, foi reaproveitada durante o desenvolvimento dos trilhos da estação nos anos de 1970, para a instalação da atual via 7.
Em 2009, a área ao redor da estação era conhecida por ser um importante centro de tráfico de crack na Île-de-France.
O adro da estação foi reconstruido em 2011 pela Plaine Commune, como parte do " pedestrianização " do Quartier de la Gare e da criação da linha 8 do Tramway d'Île-de-France.

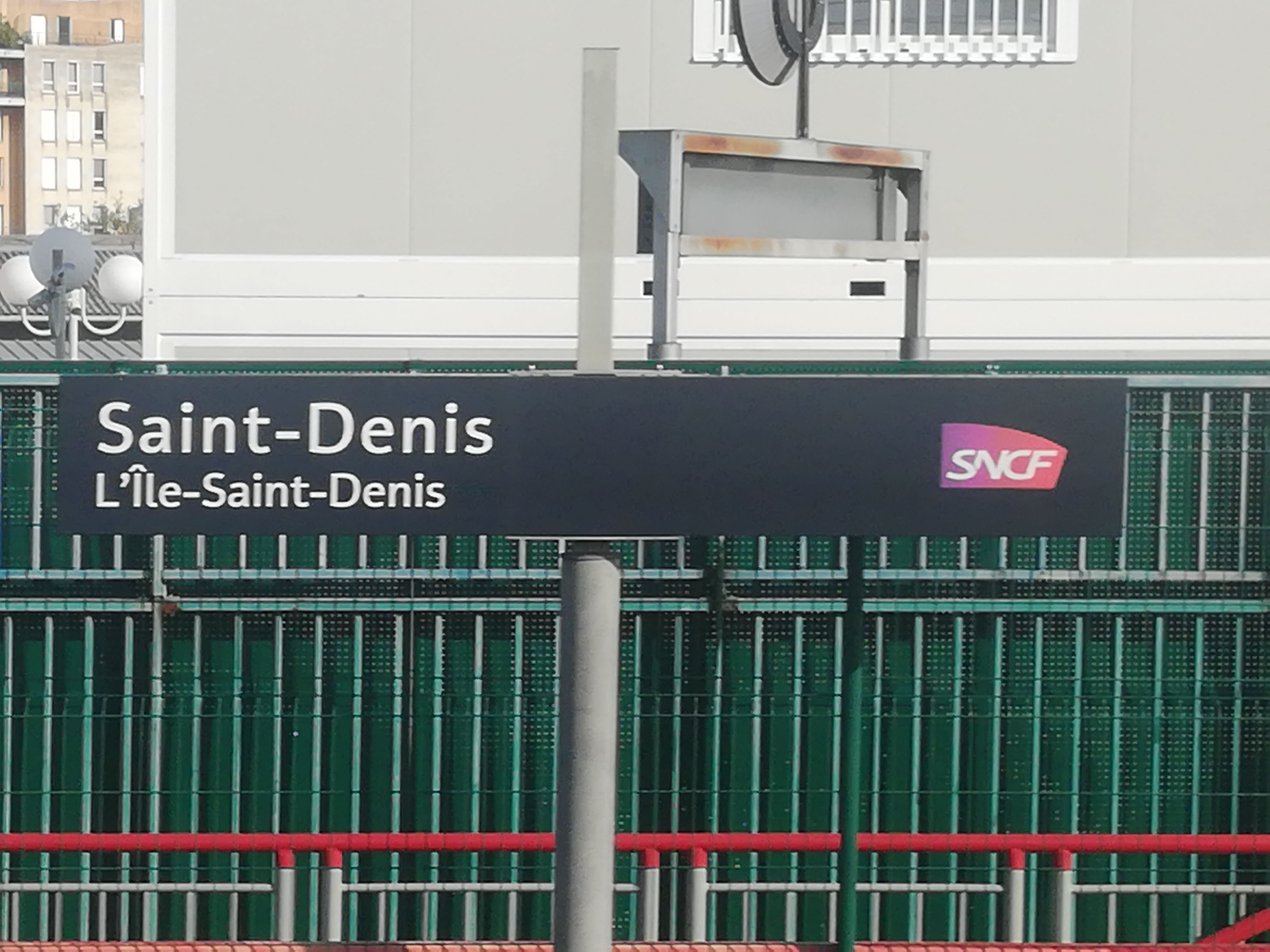
Placa com o nome da estação (Saint-Denis) e da comuna vizinha (L'Île-Saint-Denis)

Ela foi também o terminal da linha de tramway T1, terminal localizado na Pont du Canal, cuja extensão para Asnières - Gennevilliers - Les Courtilles foi realizada a partir de 15 de novembro de 2012. Desde o fim de 2014, a linha de tramway T8 também serve a estação de Saint-Denis, dando fácil acesso a Villetaneuse e Épinay-sur-Seine e, posteriormente, ao bairro de La Plaine Saint-Denis.
Em julho de 2015, novas placas apareceram nas plataformas da estação, às quais se acrescenta a menção L'Île-Saint-Denis, que lembra o serviço indireto desta localidade situada a cerca de 450 m do estabelecimento e muitas vezes considerada, erroneamente, como parte de Saint-Denis.
Em janeiro de 2016, os fluxos de passageiros foram reorganizados entre as várias passagens subterrâneas e os acessos. A operação visa combater a fraude e evitar travessias difíceis ("de gros bouchons") entre as pessoas que entram e saem do estabelecimento.
Em 2019, a SNCF estimou a frequência anual desta estação em 32 141 497 passageiros; este número subiu de 32 855 279 em 2018, 33 275 543 em 2017, 32 732 352 em 2016 e 32 140 562 em 2015.

## Serviço de passageiros

### Recepção
A estação SNCF Transilien possui um edifício de passageiros aberto todos os dias, com balcão aberto de segunda a sexta-feira para a compra de passagens Grandes Linhas. Ela é equipada com autômatos Transilien e Grandes Linhas e um " sistema de informações de horários de trens em tempo real ". Para pessoas com mobilidade reduzida, possui balcão adaptado, faixas de alerta e vigilância nas plataformas e laços magnéticos. Uma loja Relay, uma distribuidora de bebidas e doces e uma caixa de correio estão instalados aí.

### Ligação
A estação é servida pelos trens:
- da linha D do RER;

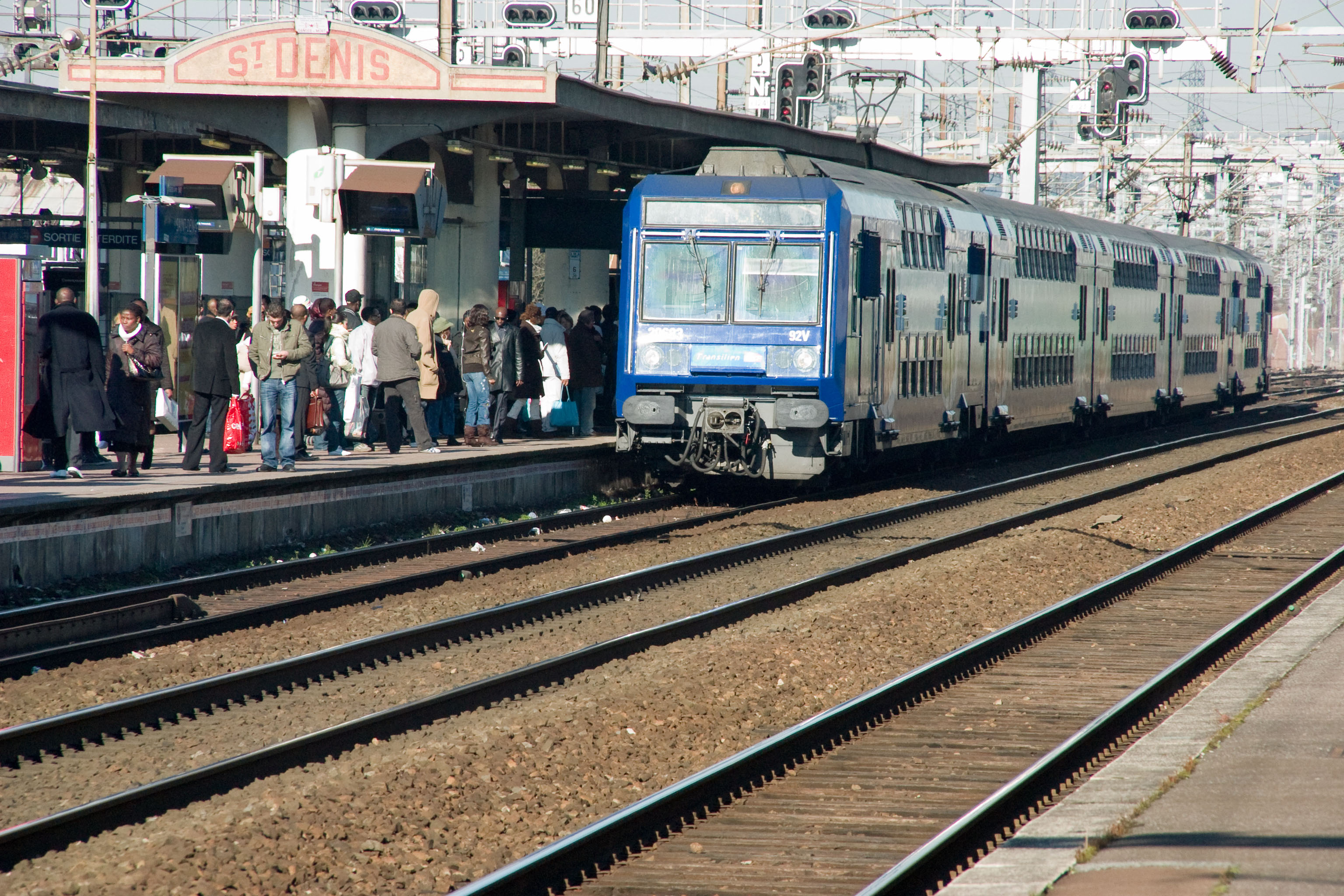
Trem Z 20500 no 92V (renovado em 2007), fornecendo uma mission ZYCK para Melun via Combs-la-Ville

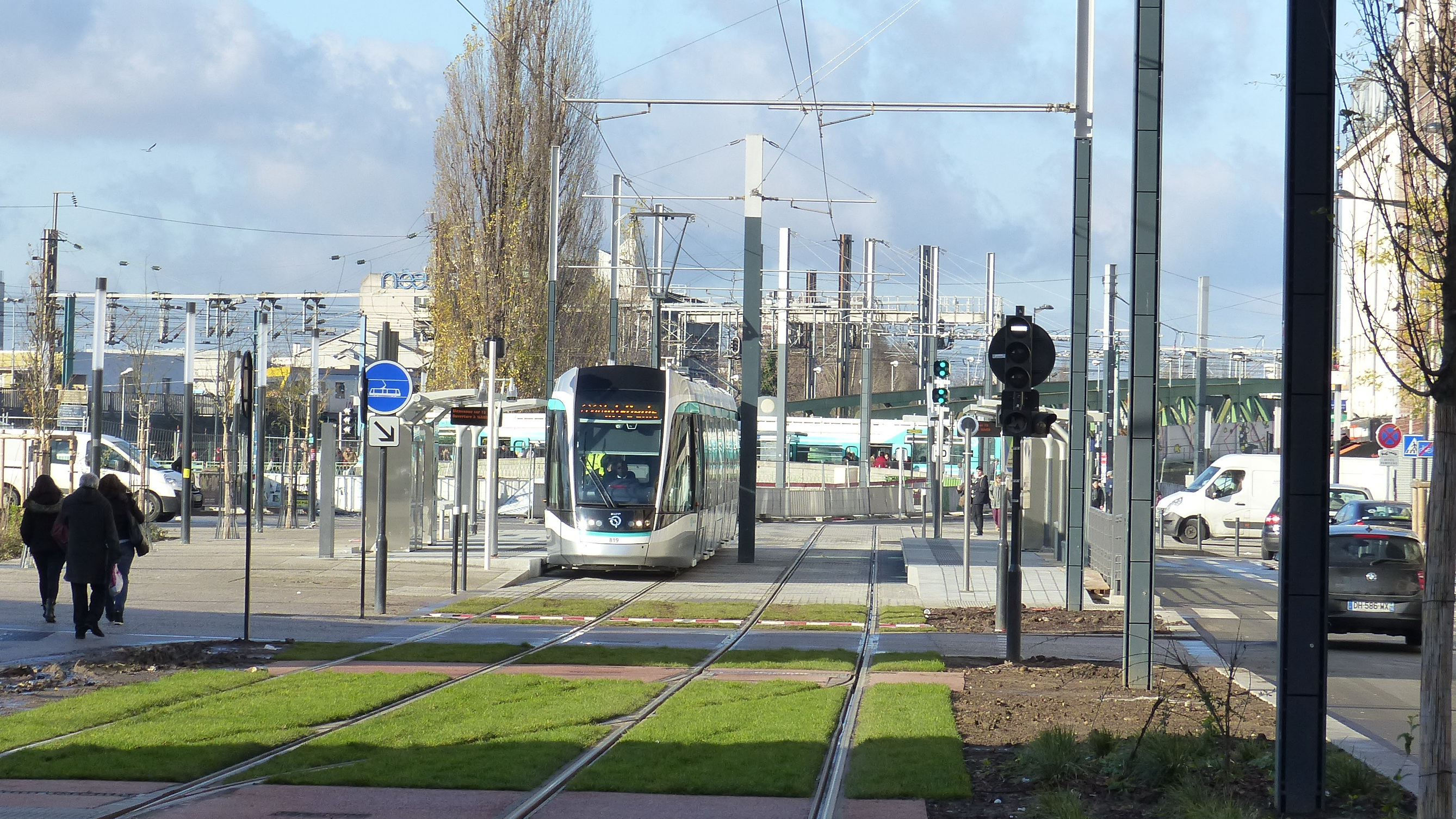
A estação do T8 e, ao fundo, a do T1

- e da linha H da sede Transilien Paris-Nord.

As vias e suas respectivas plataformas são atribuídas da seguinte forma:
- via 1 e via sem plataforma: vias nas quais as ligações não atendem Saint-Denis (Eurostar, Thalys, Izy, TGV inOui e TER Hauts-de-France — exceção feita pelos TER a partir de ou com destino a Beauvais), atravessando a estação para a velocidade limite de 120 120 km/h;
- via 2: linha RER D; direção: Melun (par Combs-la-Ville) [D2] ou Corbeil-Essonnes [D6]; proveniência: Creil [D3], Orry-la-Ville - Coye [D1], Villiers-le-Bel - Gonesse [D7] ou Goussainville [D5];
- via 3: linha RER D; direção: Creil [D3], Orry-la-Ville - Coye [D1], Villiers-le-Bel - Gonesse [D7] ou Goussainville [D5]; proveniência: Melun (par Combs-la-Ville) [D2] ou Corbeil-Essonnes [D6];
- via 4: linha Transilien H; direção: Paris-Nord; proveniência: Luzarches ou Persan - Beaumont (par Montsoult);
- via 5: linha Transilien H; direção: Paris-Nord; proveniência: Pontoise ou Persan - Beaumont (par Ermont);
- via 6: linha Transilien H; direção: Pontoise ou Persan - Beaumont (par Ermont); proveniência: Paris-Nord;
- via 7: linha Transilien H; direção: Luzarches ou Persan - Beaumont (par Montsoult); proveniência: Paris-Nord.

Com exceção da plataforma da via 1 (não utilizada, medindo um total de 192 metros), cada plataforma desta estação tem um comprimento útil de 280 metros. Além disso, a estação é diariamente atravessada por um total de 900 trens (que aí param ou não).

### Intermodalidade
Um estacionamento para bicicletas e um parque de estacionamento pago (Marcel Sembat, com capacidade para 374 lugares) são instalados no entorno.
A estação é servida pelas tramway T1 e T8 e pelas linhas 170, 254 e 274 da rede de ônibus RATP. À distância também é servido pelo ônibus 255 e pelo Noctilien N44, na parada Église-Théâtre Gérard Philipe, bem como pela Noctilien N51 na parada Rue du Port.

## Posto de comando centralizado da rede

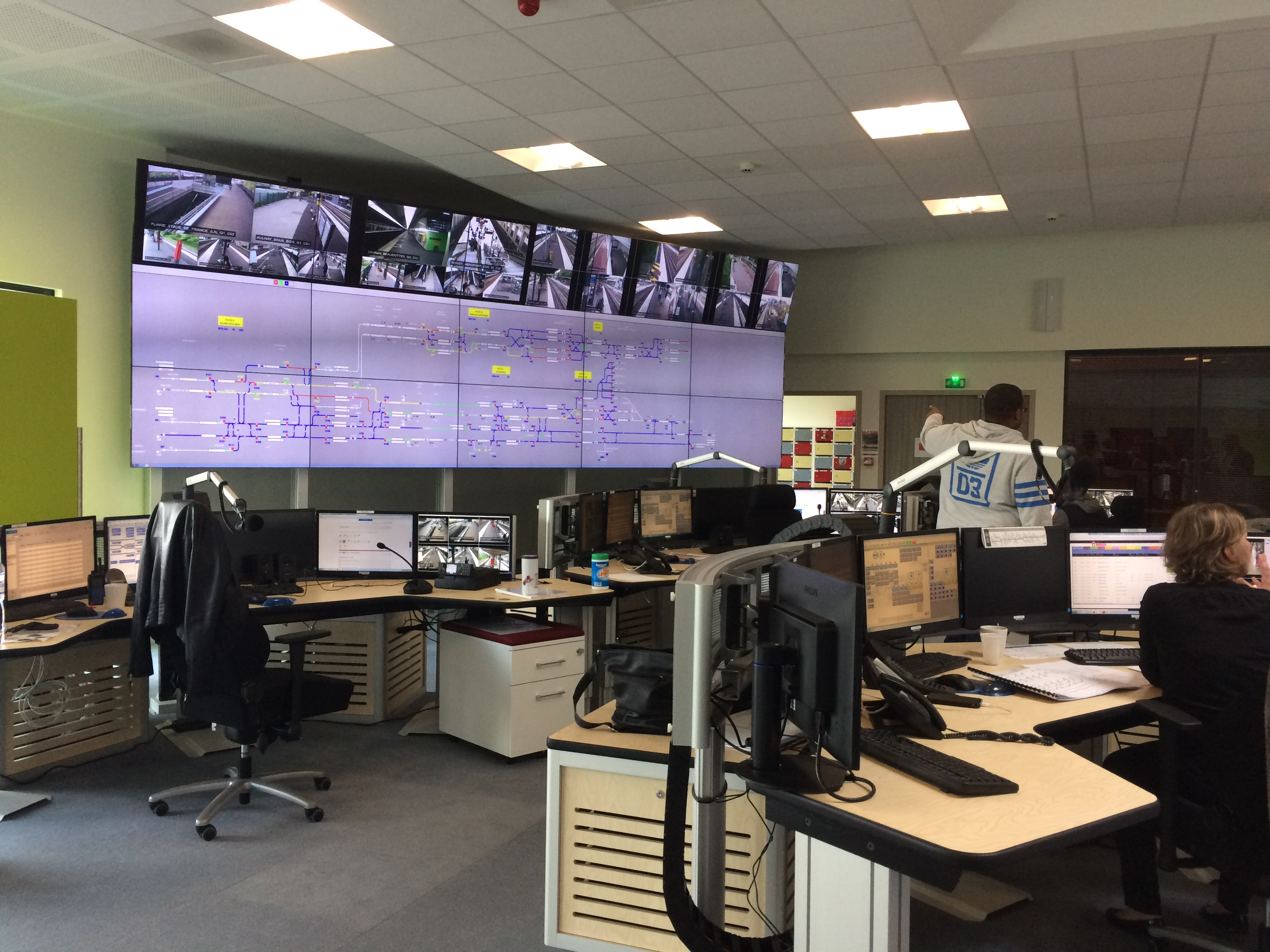
Parte da sala de controle de tráfego, no CCR

A estação de controle centralizada da rede (CCR) de Saint-Denis é estabelecida perto da estação; deve eventualmente controlar remotamente todas as postos de mudança de via nas linhas da réseau Paris-Nord. Foi colocado em serviço em várias fases, até 2018. Uma primeira etapa foi realizada com a troca dos ramais Mitry e Roissy ligne B du RER para o CCR, nos dias 11 e 12 de março de 2017. Em 12 e 13 de agosto de 2017, uma segunda etapa altera a gestão do trecho entre La Plaine Saint-Denis e Aulnay-sous-Bois Uma terceira etapa, realizada em 20 e 21 de outubro 2018, diz respeito ao tráfego nos trechos entre Paris-Nord e La Plaine - Stade de France, por um lado, e entre Paris-Nord e Saint-Denis, por outro lado; isso causa, em particular, uma interrupção total do tráfego de trem na Gare du Nord, na noite de 20 de outubro

## Patrimônio ferroviário
O edifício de passageiros data do início da linha; ele foi ampliado várias vezes ao longo do tempo.
O edifício principal, muito estreito, inclui um pavilhão central de dois pisos com três tramos sob um telhado longitudinal com duas cumeeiras. Este pavilhão é ladeado por duas asas de dois pisos, dotadas de três vãos e dois pavilhões laterais de dois pisos sob uma cobertura transversal com duas cumeeiras. Os pavilhões laterais são ligeiramente mais baixos do que o pavilhão central.
Do lado da rua, um grande edifício de um andar, do mesmo comprimento que o edifício histórico e mais profundo, está inserido no edifício principal e funciona como uma estação ferroviária; devido à elevação dos trilhos, este segundo edifício é mais alto do lado da rua.
A fachada total é em cantaria e a cobertura em zinco desde o século XIX. As aberturas do edifício histórico são retangulares; as da parte baixa e do rés-do-chão, carris laterais, do edifício antigo, são providas de um lintel metálico. Durante o século XX, a cobertura da parte inferior foi alterada, reduzindo a inclinação da cobertura e retirando a claraboia; as duas alas laterais do edifício alto também foram alteradas com a criação de um nível suplementar mansardado.

A aparência do edifício de passageiros antes da construção da parte inferior é desconhecida.

Le bâtiment voyageurs.
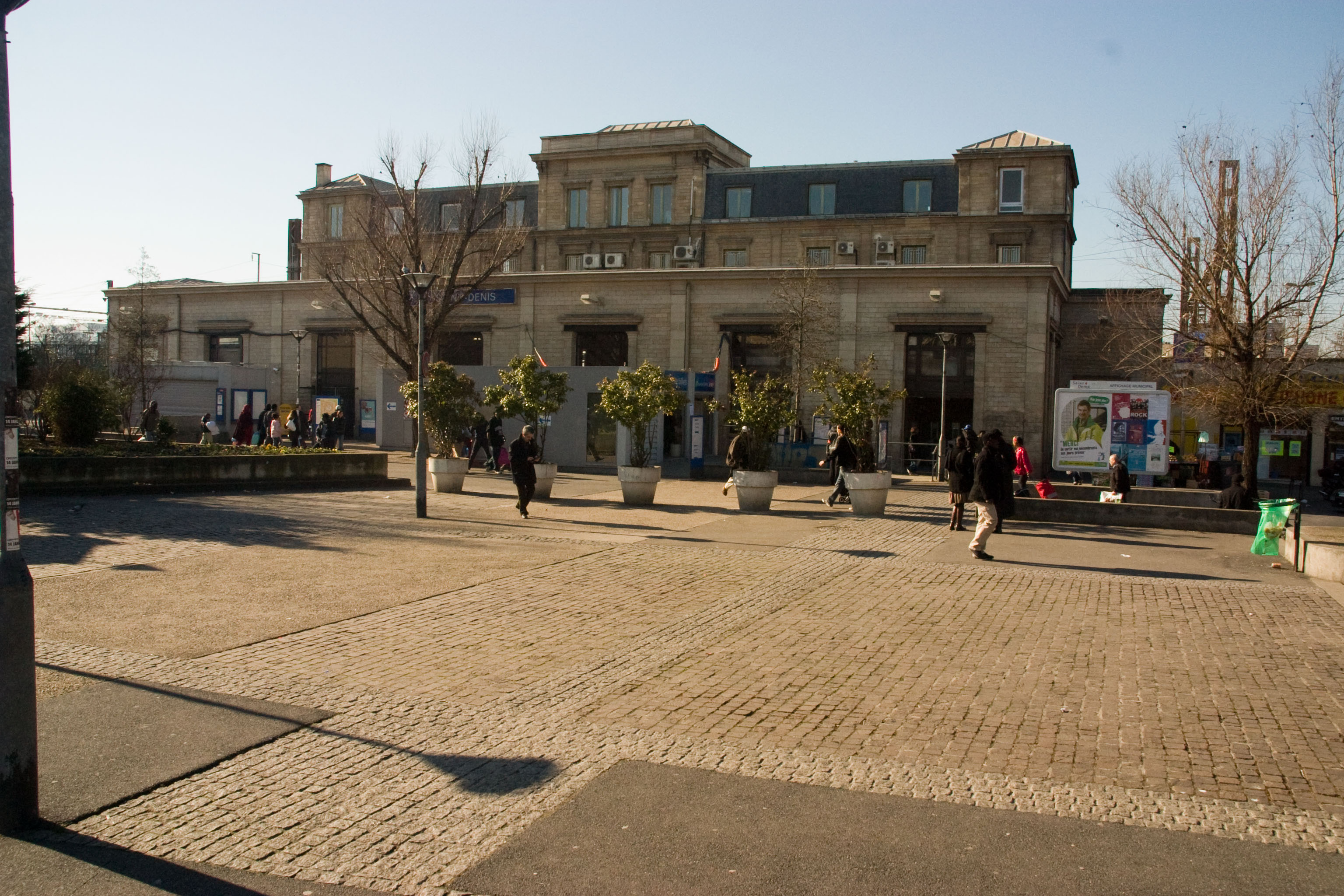
Bâtiment voyageurs, côté rue.
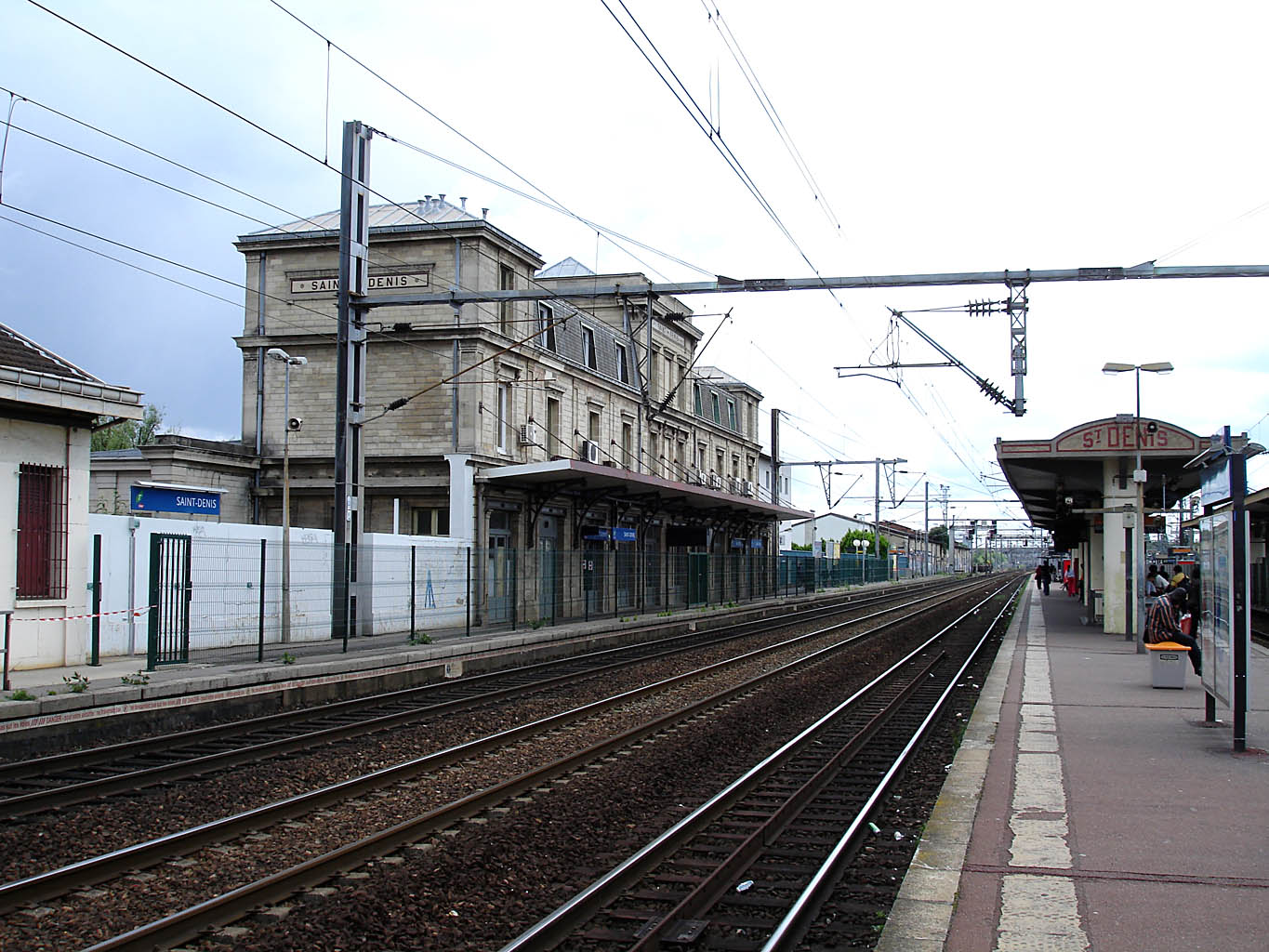
Côté voies.
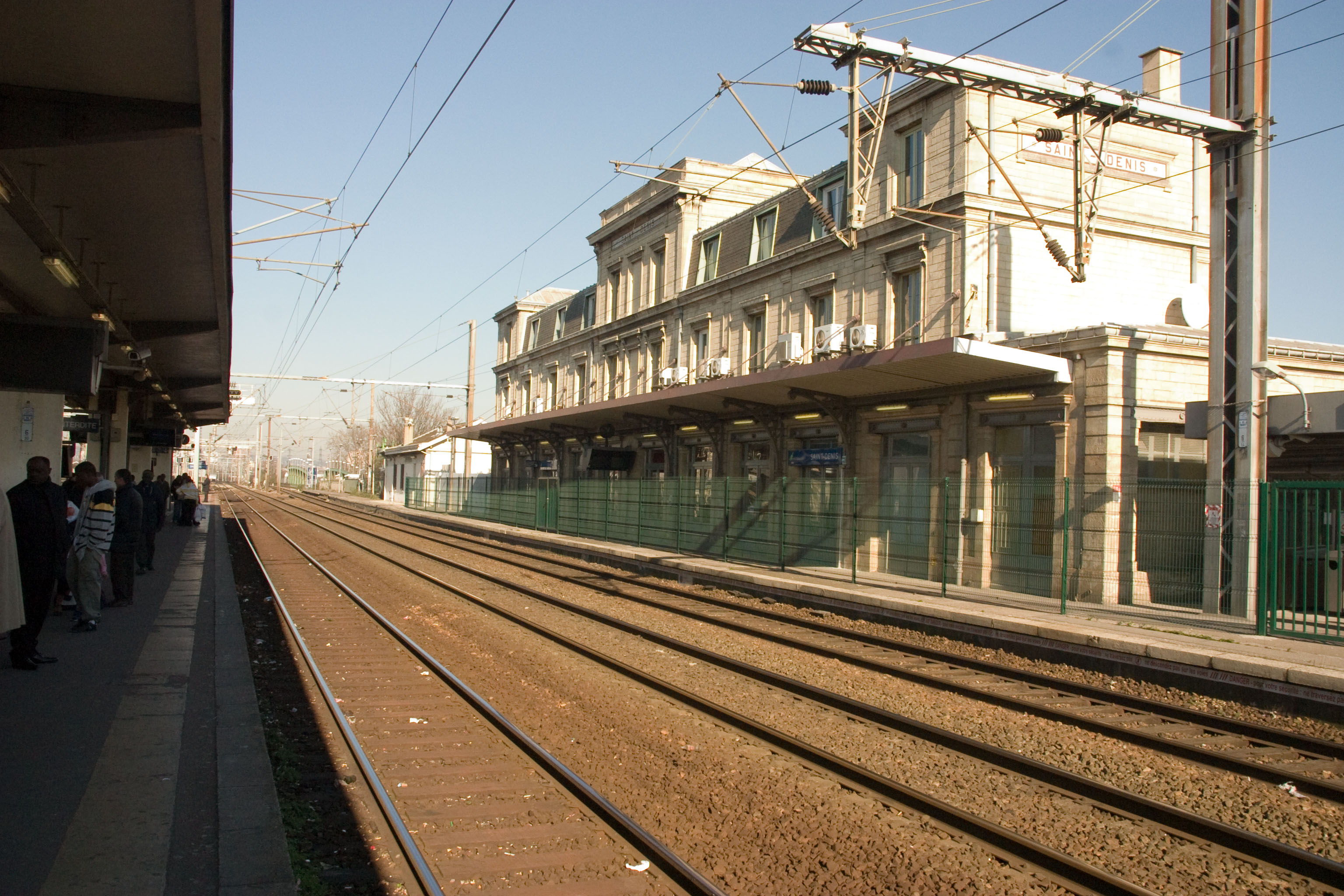
Côté voies.
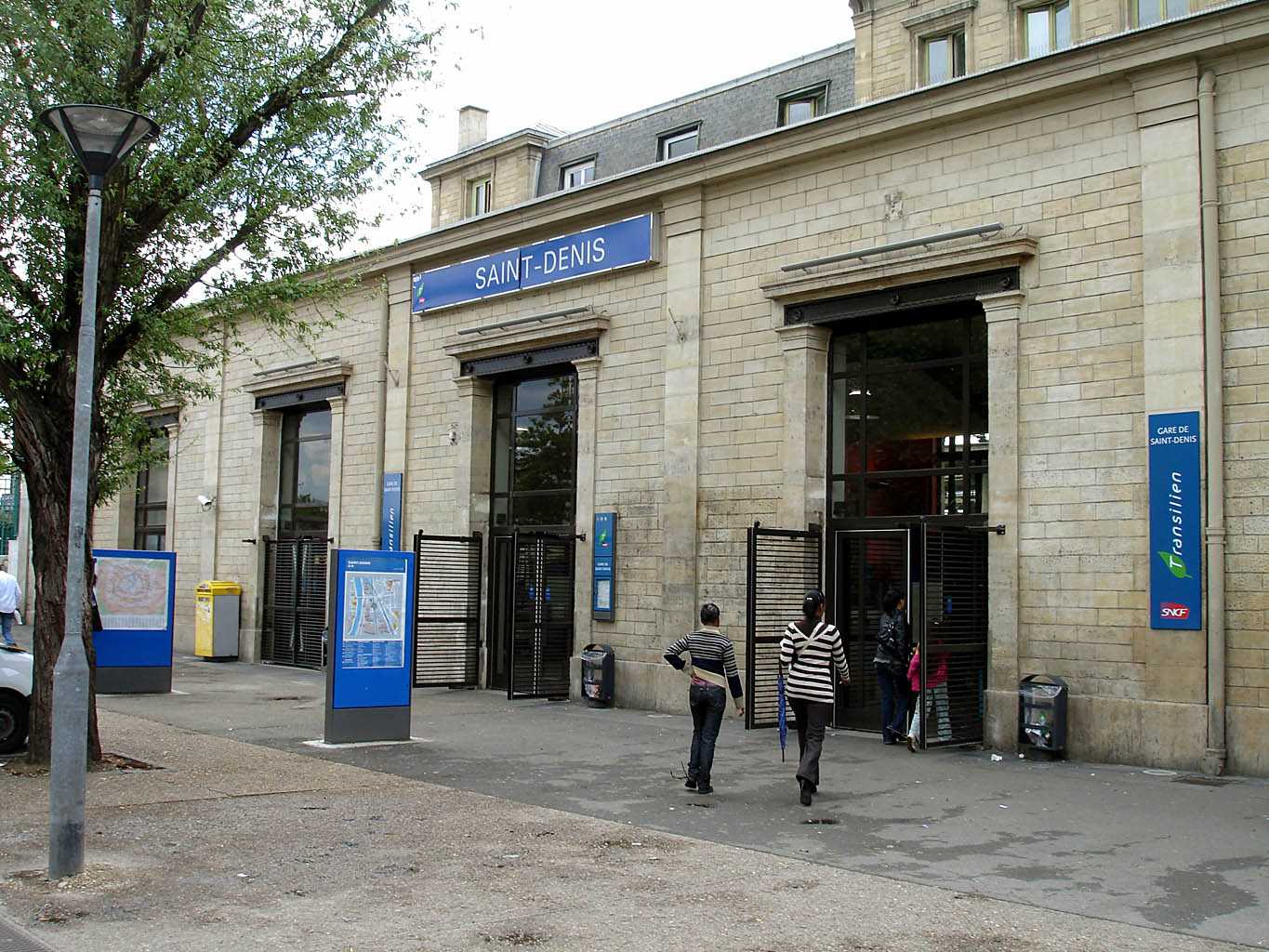
Côté rue, la partie basse masque le reste du bâtiment.

## Projetos

### Reestruturação do site da estação
O trabalho está planejado para o oeste da estação, para preparar uma nova praça. com vista para a rue Charles-Michels e o novo

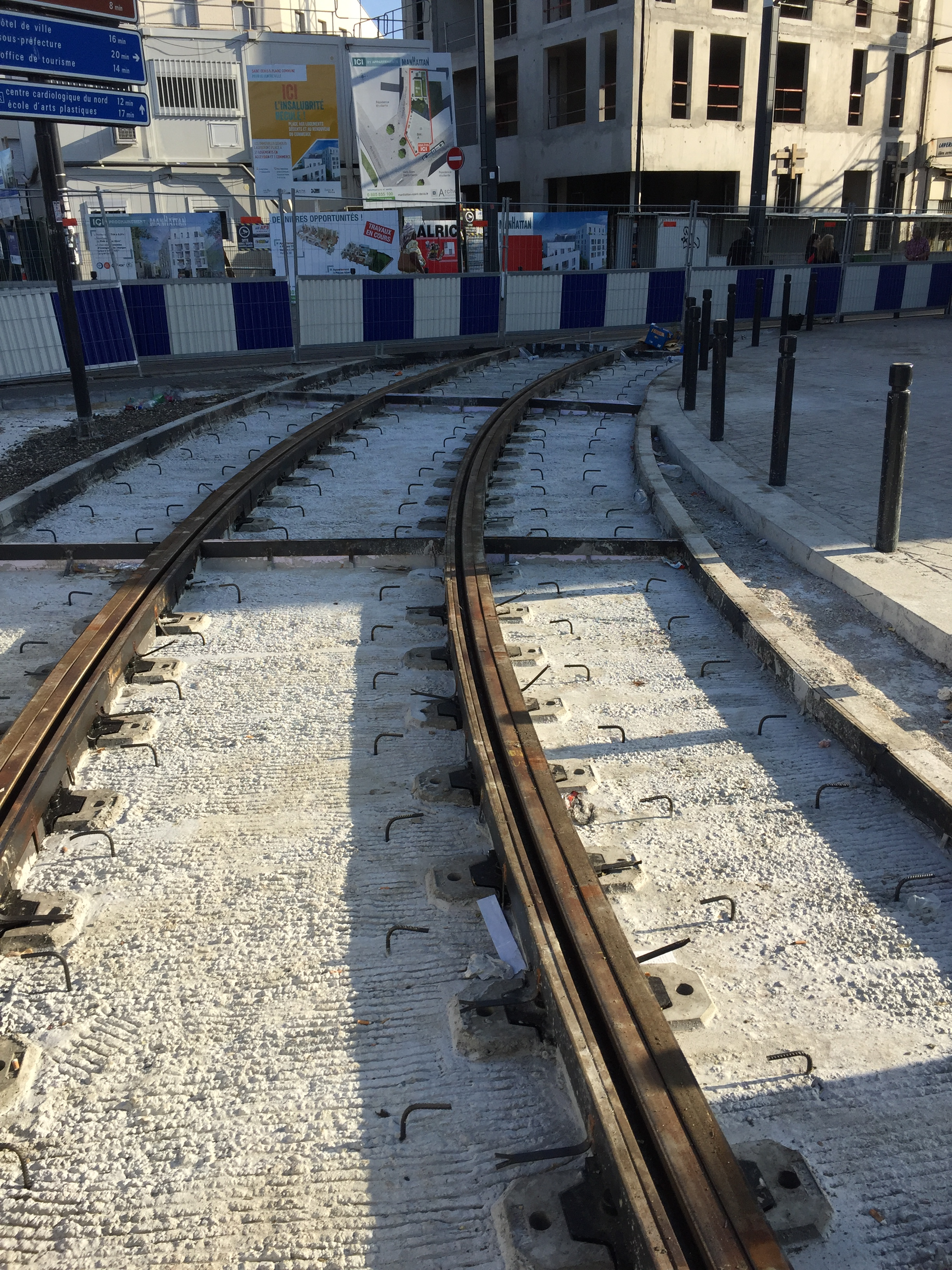
A interligação em construção, durante o Verão de 2018

Um inquérito público foi lançado, de 11 de setembro a 6 de outubro de 2017, sobre as obras de requalificação desta estação, que a Île-de-France Mobilités espera ver o seu tráfego aumentar em 70 % entre 2017 e 2030, para passar de 90 000 a 150 000 passageiros por dia. O projeto está em 65 milhões de euros; a obra, que deverá ter início em 2018, visa aumentar as capacidades de intercâmbio da estação, bem como a sua acessibilidade a pessoas com mobilidade reduzida (através da elevação das plataformas), e criar uma nova passagem subterrânea de acesso aos trilhos (de nascente e poente) com elevadores, escadas rolantes e escadas fixas, e melhorar o subsolo sul existente. A obra começa em março e principalmente em abril de 2019; deve ser concluído em 2024.

### Conexão entre os bondes T1 e T8
Durante a construção da linha 8 do bonde, as comunicações para criar a ligação entre as duas linhas foram estabelecidas, mas esta via única não foi concluída. Em junho de 2018, a RATP lançou as obras para sua finalização, que devem ser concluídas em outubro do mesmo ano.

### Artigos relacionados
- Lista de estações ferroviárias na França
- Lista de estações da rede Transilien
- Lista de estações do RER d'Île-de-France
- Lista de estações francesas que recebem mais de um milhão de viajantes por ano
- Linha da Paris-Nord a Lille e Diagrama da linha de Paris-Nord a Lille
- Linha de Saint-Denis a Dieppe e Diagrama da linha de Saint-Denis a Dieppe
- Depósito de Joncherolles